# Giovanna d'Aragona (duchessa di Amalfi)
Giovanna d'Aragona (Napoli, 1477 – Amalfi, 1510) è stata una nobile italiana, fu duchessa di Amalfi e reggente di Amalfi durante la minore età del figlio dal 1498 al 1510. È nota per la tragica morte che ha ispirato numerose opere letterarie e teatrali.

## Biografia

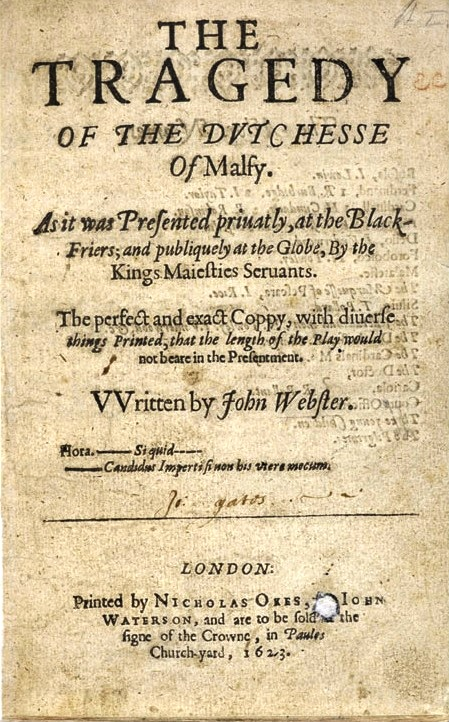
Frontespizio de La duchessa di Amalfi di John Webster ispirata a Giovanna d'Aragona

Nipote del re di Napoli Ferrante I, Giovanna era figlia dello sfortunato Enrico d'Aragona marchese di Gerace, la cui morte per avvelenamento nel 1478 fu cantata da Joanni Maurello, e di Polissena Ventimiglia dei marchesi di Geraci. Nel 1497 andò in sposa al secondo duca di Amalfi don Alfonso Todeschini Piccolomini (a sua volta nipote del papa Pio III) di cui rimase vedova poco tempo dopo il matrimonio. L'aiuto nell'amministrazione dei suoi beni, prestatogli dal maggiordomo di corte, il patrizio napoletano Antonio Beccadelli di Bologna, si trasformò in un legame affettivo: i due si sposarono clandestinamente ed ebbero due figli. La notizia del matrimonio venne tuttavia conosciuta dal fratello di Giovanna, il cardinale Luigi d'Aragona, il quale, disapprovando il legame per motivi di rango sociale, fece uccidere la sorella e i suoi tre figli, secondo la tradizione dopo averli fatti rinchiudere nella torre dello Ziro di Amalfi; fece inoltre assassinare, pugnalato a morte da sicari, lo sposo morganatico che era riuscito a espatriare nel ducato di Milano.
La vicenda venne così riassunta da Matteo Bandello:
(Matteo Bandello, Novelle, Novella XXVI, Il signor Antonio Bologna sposa la duchessa di Malfi e tutti dui sono ammazzati)

## Opere ispirate alla vicenda di Giovanna d'Aragona
La tragica vicenda ha ispirato molte opere letterarie fra le quali, oltre alla novella del Bandello, si ricordano:
- la novella contenuta nel Palazzo del piacere (titolo originale The Palace of Pleasure, 1566) di William Painter;
- la tragedia La duchessa di Amalfi (titolo originale The Duchess of Malfi) di John Webster, uno dei capolavori del Teatro elisabettiano rappresentato per la prima volta nel 1614;
- la tragedia Il maggiordomo della duchessa di Amalfi (titolo originale El mayordomo de la Duquesa Amalfi) di Lope de Vega, rappresentata per la prima volta nel 1618;
- il romanzo giallo Addio Miss Marple (titolo originale Sleeping Murder) di Agatha Christie, pubblicato postumo nel 1976, contiene una citazione tratta dalla Duchessa di Amalfi, una tragedia di John Webster.

## Discendenza
Giovanna e il duca Alfonso I Piccolomini ebbero i seguenti figli:
- Alfonso (1499-1559), duca di Amalfi e governatore imperiale della Repubblica di Siena dal 1529 al 1541;
- Isabella, andò in sposa a Francesco Borgia, principe di Squillace;
- Enrico, sposò Caterina Contarini.

Dopo la morte di Alfonso, Giovanna sposò clandestinamente Antonio Beccadelli di Bologna ed ebbe tre figli, dei quali si conoscono solo i nomi di Federico e Giovanna.

## Ascendenza
|                                                      |                                                      |                                                                  | Genitori                                        |  |  | Nonni |  |  | Bisnonni                        |  |  | Trisnonni                        |  |
|                                                      |                                                      |                                                                  |                                                 |  |  |       |  |  | Alfons V, re d'Aragona e Napoli |  |  | Ferran I, re d'Aragona e Sicilia |  |
|                                                      |                                                      |                                                                  |                                                 |  |  |       |  |  | Alfons V, re d'Aragona e Napoli |  |  | Ferran I, re d'Aragona e Sicilia |  |
|                                                      |                                                      | Leonor de Alburquerque                                           |                                                 |  |  |       |  |  | Alfons V, re d'Aragona e Napoli |  |  |                                  |  |
| Ferran I, re di Napoli                               |                                                      |                                                                  |                                                 |  |  |       |  |  | Alfons V, re d'Aragona e Napoli |  |  |                                  |  |
|                                                      |                                                      | Gueraldona Carlino                                               | Enrico Carlino                                  |  |  |       |  |  |                                 |  |  |                                  |  |
|                                                      |                                                      | Gueraldona Carlino                                               | Enrico Carlino                                  |  |  |       |  |  |                                 |  |  |                                  |  |
|                                                      |                                                      | Gueraldona Carlino                                               | Isabella Carlino                                |  |  |       |  |  |                                 |  |  |                                  |  |
| Enrico d'Aragona, marchese di Gerace                 |                                                      | Gueraldona Carlino                                               |                                                 |  |  |       |  |  |                                 |  |  |                                  |  |
|                                                      |                                                      | Zaccaria Guardato                                                | …                                               |  |  |       |  |  |                                 |  |  |                                  |  |
|                                                      |                                                      | Zaccaria Guardato                                                | …                                               |  |  |       |  |  |                                 |  |  |                                  |  |
|                                                      |                                                      | Zaccaria Guardato                                                | …                                               |  |  |       |  |  |                                 |  |  |                                  |  |
| Diana Guardato                                       |                                                      | Zaccaria Guardato                                                |                                                 |  |  |       |  |  |                                 |  |  |                                  |  |
|                                                      |                                                      | …                                                                | …                                               |  |  |       |  |  |                                 |  |  |                                  |  |
|                                                      |                                                      | …                                                                | …                                               |  |  |       |  |  |                                 |  |  |                                  |  |
|                                                      |                                                      | …                                                                | …                                               |  |  |       |  |  |                                 |  |  |                                  |  |
| Giovanna d'Aragona                                   |                                                      | …                                                                |                                                 |  |  |       |  |  |                                 |  |  |                                  |  |
|                                                      | Gilabert de Centelles y de Cabrera, conte di Valenza | Gilabert IV de Centelles y de Riu-sec, signore di Nules ed Oliva |                                                 |  |  |       |  |  |                                 |  |  |                                  |  |
|                                                      | Gilabert de Centelles y de Cabrera, conte di Valenza | Gilabert IV de Centelles y de Riu-sec, signore di Nules ed Oliva |                                                 |  |  |       |  |  |                                 |  |  |                                  |  |
|                                                      | Gilabert de Centelles y de Cabrera, conte di Valenza | Leonor de Cabrera                                                |                                                 |  |  |       |  |  |                                 |  |  |                                  |  |
| Antonio V de Centelles, conte di Valenza e Collesano | Gilabert de Centelles y de Cabrera, conte di Valenza |                                                                  |                                                 |  |  |       |  |  |                                 |  |  |                                  |  |
|                                                      |                                                      | Costanza Ventimiglia, contessa di Collesano                      | Antonio Ventimiglia, conte di Collesano         |  |  |       |  |  |                                 |  |  |                                  |  |
|                                                      |                                                      | Costanza Ventimiglia, contessa di Collesano                      | Antonio Ventimiglia, conte di Collesano         |  |  |       |  |  |                                 |  |  |                                  |  |
|                                                      |                                                      | Costanza Ventimiglia, contessa di Collesano                      | Elvira Moncada Abbate                           |  |  |       |  |  |                                 |  |  |                                  |  |
| Polissena de Centelles                               |                                                      | Costanza Ventimiglia, contessa di Collesano                      |                                                 |  |  |       |  |  |                                 |  |  |                                  |  |
|                                                      |                                                      | Niccolò Ruffo, marchese di Crotone                               | Antonello Ruffo, conte di Catanzaro             |  |  |       |  |  |                                 |  |  |                                  |  |
|                                                      |                                                      | Niccolò Ruffo, marchese di Crotone                               | Antonello Ruffo, conte di Catanzaro             |  |  |       |  |  |                                 |  |  |                                  |  |
|                                                      |                                                      | Niccolò Ruffo, marchese di Crotone                               | Giovanna Buondelmonti                           |  |  |       |  |  |                                 |  |  |                                  |  |
| Enrichetta Ruffo, marchesa di Cotrone                |                                                      | Niccolò Ruffo, marchese di Crotone                               |                                                 |  |  |       |  |  |                                 |  |  |                                  |  |
|                                                      |                                                      | Marguerite de Poitiers                                           | Louis III de Poitiers, signore di Saint-Vallier |  |  |       |  |  |                                 |  |  |                                  |  |
|                                                      |                                                      | Marguerite de Poitiers                                           | Louis III de Poitiers, signore di Saint-Vallier |  |  |       |  |  |                                 |  |  |                                  |  |
|                                                      |                                                      | Marguerite de Poitiers                                           | Catherine de Giac                               |  |  |       |  |  |                                 |  |  |                                  |  |
|                                                      |                                                      | Marguerite de Poitiers                                           |                                                 |  |  |       |  |  |                                 |  |  |                                  |  |